# Quairading
Quairading – miasto w Australii, w stanie Australia Zachodnia.